# 本·特威斯特
本·特威斯特（英語：Ben Twist，1990年6月1日—），澳大利亚男子草地滚球运动员。他曾代表澳大利亚参加2022年英联邦运动会草地滚球比赛，获得男子三人银牌。